# Mål (musikalbum)
Mål är den svenska rockgruppen Dimmornas bros andra studioalbum, utgivet 1979 på Silence Records (SRS 4653).

## Låtlista
A
1. "På stan" – 5:20
2. "Bogart's bluff" – 4:24
3. "Offside" – 6:09
4. "Eva" – 3:48
5. "Vilket liv" – 3:55

B
1. "M * Å * L" – 4:16
2. "Festen är över" – 5:37
3. "Tilt" – 5:06
4. "Adardu" – 6:33

## Medverkande
- Peter Adriansson – trummor, slagverk, sång
- Peter Blomqvist – gitarr
- Staffan Hellstrand – piano, orgel, synth,sång
- Mats Jonstam – gitarr, sång
- Kjell Thunberg – bas

### Fotnoter
1. ↑  ”Mål”. Discogs.com. http://www.discogs.com/Dimmornas-Bro-M%C3%A5l/release/1730898. Läst 10 september 2012.